# Мороз Микола (педагог)

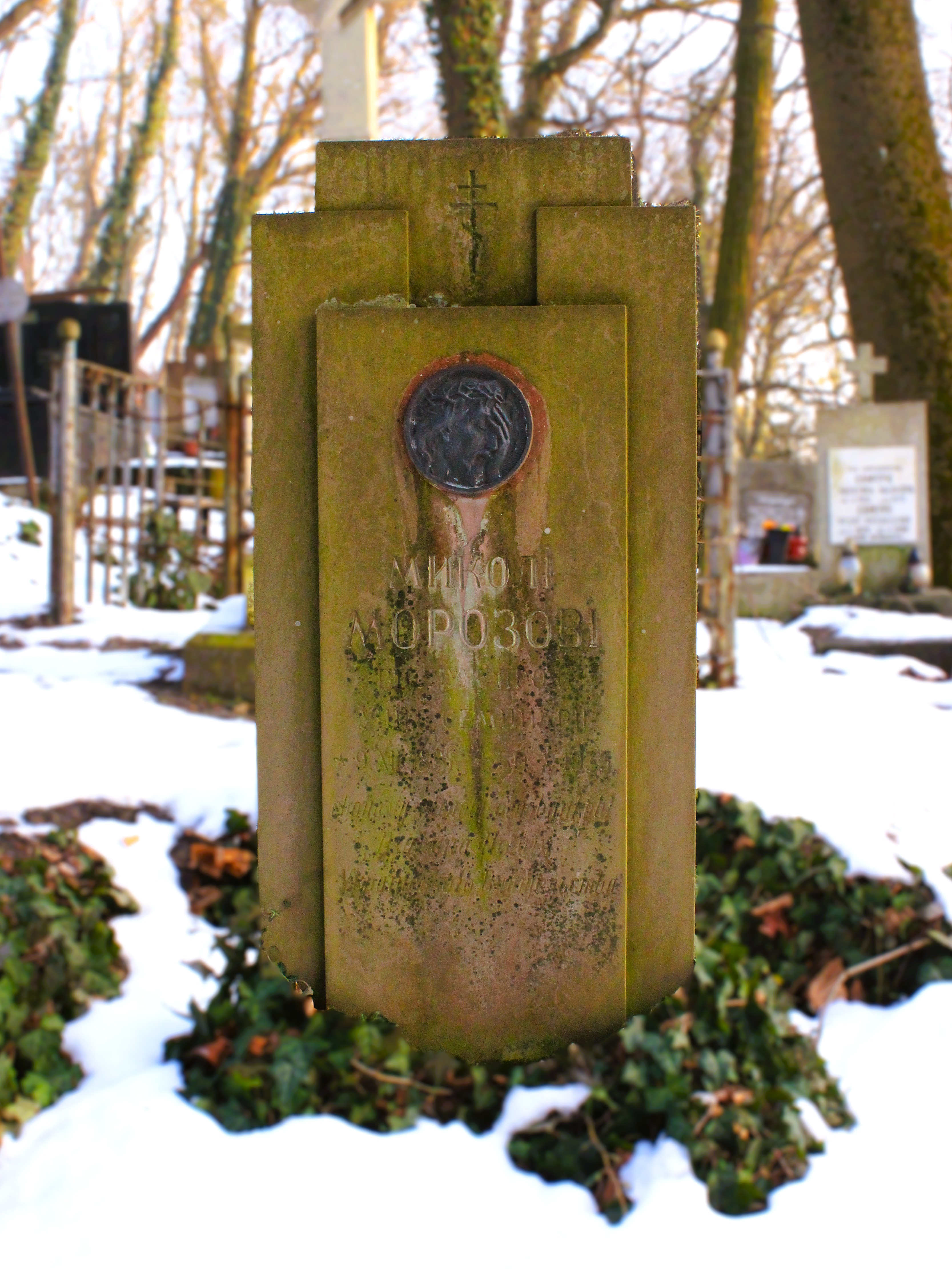
Нагробок на могилі Миколи Мороза.

Мико́ла Моро́з (1861, Цебрів, Зборівський повіт, Королівство Галичини та Володимирії — 1935, Львів, Польща) — український педагог та громадський діяч XIX–XX століть у Галичині.

## Життєпис
Микола Мороз народився 1861 року в Цеброві неподалік Тернополя. Навчався спочатку в народній школі у рідному селі, а пізніше в Тернопільській учительській семінарії. Далі працював за фахом у народних школах в Радехові, Білій, Бірках Великих та Вікні. Надалі після складання вищого (виділового) педагогічного іспиту отримав посаду вчителя школи вправ у Станиславівській державній учительській семінарії. Від 1902 року призначений директором школи вправ при державній учительській семінарії у Львові, де й пропрацював до виходу на пенсію.
Микола Мороз був одним із найбільш знаних українських педагогів кінця XIX – початку XX століття в Галичині. Його ідеї, як теоретика і практика педагогічної науки,  служили дороговказами для тодішнього покоління українських вчителів, що працювали в мережі народного шкільництва. Навіть перебуваючи на заслуженому відпочинку, продовжував брати участь у педагогічних конференціях та нарадах, висловлював свої думки щодо найактуальніших новацій та теоретичних розробок в галузі педагогіки. 
Микола Мороз із натхненням займався громадською роботою, був членом багатьох українських організацій і товариств. Входив до числа співзасновників та активних діячів професійної організації народних учителів Галичини і Буковини «Взаємна Поміч Українського Вчительства». В першій половині 1930-х роках очолював спілку «Учительська Каса», яка була створена для надання фінансової допомоги українським педагогам в Польщі. 
Помер 1935 року у Львові.Похований на 32 полі Личаківського цвинтаря. На пам'ятнику напис -"свойому членові-основникові Взаємна Поміч Українського Вчительства".